# الشركة الوطنية الإيرانية للنفط
الشركة الوطنية الإيرانية للنفط (بالفارسية: شرکت ملّی نفت ایران)، هي شركة مملوكة للحكومة تحت إشراف وزارة البترول في إيران، هي منتجة وموزعة وطنية للنفط والغاز الطبيعي ومقرّه في طهران. تأسست في عام 1948مـ.وتعتبر شركة النفط الوطنية الإيرانية ثاني أكبر شركة نفط في العالم بعد شركة أرامكو السعودية المملوكة للدولة.
إن الشركة الوطنية للنفط هي المسؤولة حصرا عن استكشاف واستخراج ونقل وتصدير النفط الخام، فضلا عن استكشاف واستخراج ومبيعات الغاز الطبيعي والغاز الطبيعي المسال (LNG). تصدر الشركة الإيرانية فائض إنتاجها وفقا لاعتبارات تجارية في إطار الحصص التي تحددها منظمة الدول المصدرة للنفط (أوبك) والأسعار السائدة في الأسواق الدولية. في مطلع عام 2005 احتياطيات الشركة الهيدروكربونية السائلة القابلة للاسترداد 136.99 مليار برميل (21.780 كيلومتر مكعب) (10٪ من الإجمالي العالمي) واحتياطيات الغاز القابلة للاسترداد 28.17 × 1012 متر مكعب (15٪ من الإجمالي العالمي). وتشمل الطاقة الإنتاجية الحالية للشركة أكثر من 4 ملايين برميل (640 × 103 م 3) من النفط الخام، وتزيد على 500 مليون متر مكعب من الغاز الطبيعي يوميا.

## تاريخ

### خلفية: 1901 - 1951
في مايو 1901، منح وليام نوكس دارسي امتياز من قبل شاه إيران للبحث عن النفط، والذي اكتشفه في مايو 1908. وكان هذا أول اكتشاف تجاري في الشرق الأوسط. في عام 1923 وظّف بورما رئيس الوزراء في المستقبل، ونستون تشرشل كمستشار مدفوع الأجر؛ للضغط على الحكومة البريطانية للسماح لشركة النفط الأنجلو-فارسية (APOC) أن يكون لها حقوق حصرية في الموارد النفطية الفارسية، والتي منحت بنجاح.
في عام 1935، طلب رضا شاه من المجتمع الدولي أن يشير إلى بلاد فارس باسم «إيران»، وهو ما انعكس في تغيير اسم شركة النفط الأنجلو-فارسية إلى شركة النفط الأنجلو-إيرانية (AIOC). بعد الحرب العالمية الثانية، كانت القومية الإيرانية في ازدياد، خاصة المحيطة بالموارد الطبيعية الإيرانية التي تستغلها الشركات الأجنبية دون تعويض كاف لدافعي الضرائب الإيرانيين. شركة النفط الأنجلو-إيرانية والحكومة الإيرانية الموالية للغرب برئاسة رئيس الوزراء علي رزم آرا، قاومت في البداية الضغوط القومية لإعادة النظر في شروط امتياز اللجنة الاستشارية المستقلة للرقابة في صالح إيران. في مارس 1951، اغتيل علي رزم آرا. وانتخب محمد مصدق، رئيسا جديدا للوزراء من قبل مجلس إيران.

### شركة النفط الوطنية الإيرانية: 1951-1979

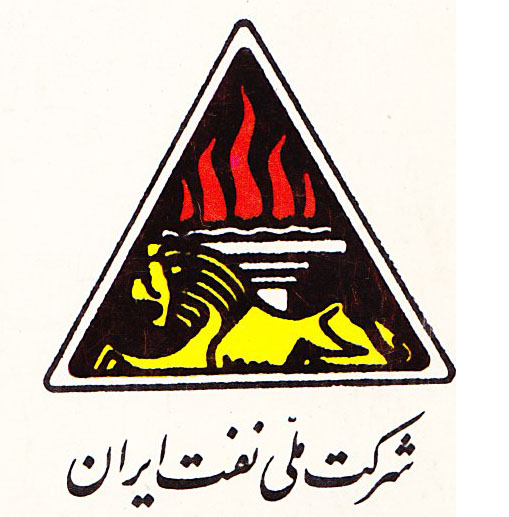
شعار شركة النفط الوطنية الإيرانية خلال الخمسينيات من القرن العشرين

وفي نيسان / أبريل 1951، قام المجلس بتأميم صناعة النفط الإيرانية بالتصويت بالإجماع، وشكلت شركة النفط الإيرانية الوطنية (NIOC)، مما أدى إلى تشريد شركة النفط الأنجلو-فارسية (APOC). سحب شركة النفط الأنجلو-فارسية إدارتها من إيران، ونظمت حظرا عالميا فعالا للنفط الإيراني. وقد اعترضت الحكومة البريطانية، التي تمتلك شركة النفط الأنجلو-فارسية، على التأميم في محكمة العدل الدولية في لاهاي، ولكن رفضت شكواه.
بحلول ربيع عام 1953، أذن الرئيس الأمريكي الجديد دوايت أيزنهاور وكالة المخابرات المركزية (CIA) بتنظيم انقلاب ضد حكومة مصدق المعروفة انقلاب 1953 في إيران. في أغسطس 1953، جلب الانقلاب الجنرال الموالي للغرب فضل الله زاهدي رئيسا جديدا، إلى جانب عودة الشاه محمد رضا بهلوي من منفاه القصير في إيطاليا إلى إيران. تم تنظيم خطة مكافحة مصدق تحت اسم «عملية أجاكس» من قبل وكالة المخابرات المركزية، و «عملية التمهيد» من قبل جهاز الاستخبارات البريطاني (MI6).
في عام 1954، أصبح شركة النفط الأنجلو-فارسية  شركة البترول البريطانية. إن عودة الشاه لم تعني أن البترول البريطاني سيكون قادرا على احتكار النفط الإيراني كما كان من قبل. تحت ضغط من الولايات المتحدة، قبلت شركة البترول البريطانية قبلت شركة البترول البريطانية على مضض العضوية في مجموعة من الشركات، التي تأسست في أكتوبر 1954، لإعادة النفط الإيراني إلى السوق الدولية. وقد تم تأسيسها في لندن كشركة قابضة تدعى شركة «المشاركون في النفط الإيراني المحدودة»(IOP) وشمل الأعضاء المؤسسون لشركة «المشاركون في النفط الإيراني» شركة النفط البريطانية (40٪)، الخليج (فيما بعد شيفرون، 8٪)، رويال داتش شل (14٪)، شركة فرانسيس ديس بيترولز (لاحقا توتال S.A. 6٪). إن شركاء أرامكو الأربعة - ستاندرد أويل لكاليفورنيا (سوكال، شيفرون لاحقا) - شركة ستاندرد أويل لنيو جيرسي (في وقت لاحق إكسون، ثم إكسون موبيل) - شركة ستاندرد أويل لنيويورك (في وقت لاحق موبيل، ثم إكسون موبيل) - تيكساكو (فيما بعد شيفرون) - تمتلك كل منهما حصة 8٪ في الشركة القابضة.
واعترف جميع أعضاء شركة المشاركون في النفط الإيراني (IOP) بأن شركة النفط الوطنية الإيرانية (NIOC) تمتلك النفط والمرافق في إيران، وكان دور (IOP) هو العمل والإدارة بالنيابة عن شركة النفط الوطنية الإيرانية. ولتيسير ذلك، أنشأ مكتب العمليات الداخلية كيانين تشغيليين في هولندا، وفوض كلاهما لشركة النفط الوطنية الإيرانية. ومشابه لاتفاقية أرامكو السعودية "50/50" لعام 1950، وافق الكونسورتيوم على تقاسم الأرباح على أساس 50-50 مع إيران، «ولكن ليس لفتح كتبها للمدققين الإيرانيين أو السماح الإيرانيين في مجلس إدارتها».واعتبرت المفاوضات التي أدت إلى إنشاء الكونسورتيوم، خلال الفترة 1954-1955، بمثابة دبلوماسية ماهرة.
في إيران، واصلت IOP العمل حتى الثورة الإسلامية في عام 1979. النظام الجديد صادر جميع أصول الشركة في إيران وانسحب الموظفون الأجانب من صناعة النفط الإيرانية؛ وأخذ الموظفون المحليون السيطرة الكاملة على شؤونها.